# Сукман бен Артук
Мюин-эд-девле (Защитник государства) Сукман бен Артук (тур. Mu'in-ad-davla Sökmen ben Artuk; — ум. 1104) — представитель семьи Артукогуллары, военачальник на службе сельджукских султанов Меликшаха и Тутуша, сын вождя огузского племени дёгеры Артука бен Эксюк.
После смерти отца в 1090/91 году Сукман с братом Иль-Гази правил в Иерусалиме до 1098 года через представителей из числа родственников. После захвата Иерусалима Фатимидами в 1098 году Сукман служил в Сирии Сельджукидам. Ибн Халликан выражал сожаление, что в 1099 году во время осады города крестоносцами правил городом не Сукман. По мнению Ибн Халликана, он мог спасти Иерусалим. Сукман был предводителем туркменских войск, в 1104 году разгромивших крестоносцев в битве при Харране и остановивших их продвижение на восток. В этой битве он взял в плен Балдуина II и Жослена I, а Боэмунд I и Танкред еле спаслись бегством.
Сукман был основателем бейлика, после его смерти распавшегося на два, с центрами в Мардине и Хасанкейфе.

## Биография

### На службе Тутушу

Ближний восток в конце XI — начале XII веков.

Сукман был сыном Артука бен Эксюк, военачальника трёх сельджукских султанов: Альп-Арслана, Мелик-шаха и Тутуша. После смерти Альп-Арслана в регионе началась борьба за власть между его потомками, образовалось насколько новых государств, почти каждый год происходили военные столкновения между соперничающими правителями и смена границ. При жизни Мелик-шаха его брат Тутуш правил в Сирии, Артук, а затем и сыновья Артука были его вассалами. Отец Сукмана в 1085/86 году получил как икта от Тутуша Иерусалим, который перед этим они вместе захватили. Там он провел последние годы своей жизни. Обосновавшись там, он оказался в центре между Египтом, Сирией и Ираком. В  1090 (1091) году умер Артук, и Сукман с братом Иль-Гази стали его наследниками в Иерусалиме, но братья не находились в городе, управляя им через своих родственников. После смерти Мелик-шаха в 1092 году Сукман и его брат Иль-Гази принимали участие на стороне Тутуша в борьбе последнего за трон. Тутуш стремился подчинить себе окрестные территории. Поскольку часть эмиров (например, Бузан из Эдессы и Аксункур из Алеппо) не повиновалась ему, то значение поддержки, оказываемой ему Сукманом и Иль-Гази, возрастало. Когда войска Баркиярука, племянника Тутуша и сына Мелик-шаха, во главе с эмиром Кербогой приближались к Сирии, Тутуш послал Сукмана в Сарудж, чтобы обезопасить северные регион, а Иль-Гази оставил рядом с собой в армии.
Есть свидетельства, что весной 1094 года во время конфликта Ак-сункура и Тутуша  Сукман был в армии Тутуша. Сибт ибн аль-Джаузи передавал выдержки из хроники Усамы ибн-Мункыза:

В этом году, в первый субботний день Джемада (27 мая), произошло сражение между Касим-эд-Даулой [Ак-сункуром] и Тадж-ад-Даулой [Тутушем]. Вот обстоятельства. Тадж-ад-Даула хотел тайно пройти в Хорасан. Касим-ад-Даула услышал эту новость и покинул Алеппо, чтобы противостоять ему. Он настолько пренебрежительно относился к противнику, что сказал своим спутникам: «Принесите мне веревки, чтобы связать пленников». Но Сукман бен Орток ответил ему по-турецки: «Вы их уже видите?»
Аксункур напрасно недооценивал Тутуша. Армия Тутуша одержала победу над войсками Баркиярука возле Тейл ас-Султана, Ак-сункур был пленён и немедленно казнен, а Кербога и Бузан сначала сбежали в Алеппо, но через неделю тоже были вынуждены сдаться. Бозан был обезглавлен, а Кербога посажен в тюрьму в Хомсе. Голова Бузана была отправлена в Эдессу, после чего город сдался Тутушу. Тутуш и Иль-Гази преследовали Бакиярука, бежавшего в Исфахан. Тутуш настолько был уверен в победе, что отослал Иль-Гази в Алеппо, чтобы забрать сына Тутуша, Рыдвана , и доставить его в Багдад для празднования победы. Но они так и не добрались до Багдада, потому что до них дошла весть о поражении Тутуша от Баркиярука, и об убийстве Тутуша  26 февраля 1095 года. После смерти Тутуша Рыдван освободил Кербогу из тюрьмы в Хомсе, и тот вернулся к султану Баркиаруку в Ираке, по заданию которого захватил Мосул. Один из окрестных мелких правителей, обратился к Сукману и его племяннику Якути за поддержкой. Однако Артукиды, отправившиеся на помощь с войском, были разбиты, Сукман сбежал, а Якути попал в плен, из которого был освобождён после обращения его бабки, вдовы Артука, к Кербоге.

### На службе Рыдвану
Рыдван вернулся в Алеппо и безоговорочно признал себя вассалом своего двоюродного брата Баркиярука. Яги-Сиян согласился помочь Рыдвану в укреплении его власти и призвал к завоеванию Саруджа, который находился под управлением Сукмана. Иль-Гази отказался воевать против брата, но Рыдвана поддержал его атабек Джанах ад-Даула Хуссейн, женившийся на его матери. Нападение Рыдвана на Сарудж оказалось безуспешным, поскольку Сукман хорошо укрепил город. Рыдвану пришлось отступить и отойти к находившейся рядом Эдессе, которая быстро ему подчинилась, после чего Рыдван передал её в управление Яги-Сияну. Развить успех Рыдван не смог из-за конфликта с Джанахом ад-Даула.
Дукак, сын Тутуша от другой матери, правивший в Дамаске, со своим атабеком Тогтекином (женившемся на его матери) претендовали на всю сирийскую часть наследства Тутуша. Тогтекин использовал раздоры между Рыдваном, Джанах ад-Даула, Яги-Сияном и Иль-Гази, и одержал над ними победу. Вместе они отправились в поход в Амид, так как этот регион ещё не полностью подчинился Рыдвану.
Рыдвану был нужен союзник и он обратился к Сукману, находившемуся в Сарудже, которому пообещал Мааррат-эн-Нууман . Пока Сукман был на стороне Рыдвана, Иль-Гази отправился к Дукаку. В 1095 ( 1096) году Рыдван и Сукман, попутно разоряя окрестности, осадили Дамаск. После нескольких дней осады Сукман узнал, что его брат заключён Дукаком в тюрьму. Причина ареста Иль-Гази неясна, возможно, что таким образом Дукак излил гнев из-за того, что Сукман присоединился к Рыдвану. Поняв, что Иерусалим, который до того был под управлением Иль-Гази, остался без правителя, он быстро ушёл от Дамаска в Иерусалим, чтобы обеспечить там правление семьи. Без Сукмана Рыдван не смог в одиночку продолжать осаду и отступил в Авран, намереваясь через Наблус пройти к Сукману в Иерусалим. Однако его солдаты захватили много добычи и не хотели сражаться, часть из них ушла по домам, а часть переметнулась к Дукаку.
В поиске союзников Рыдван обратился к сыну Иль-Гази, племяннику Сукмана, Сулейману, правившему в Самосате, который присоединился в Рыдвану против Дукака, в ответ на арест Иль-Гази. В  феврале 1096 года Сулейман прибыл к Рыдвану в Алеппо, на берег ручья Кувайк, туда также прибыли Сукман и Джанах ад-Даула. Они выступили совместно и в марте встретили противника в Халкиде. Переговоры между ними не имели шанса на успех, потому что Яги-Сиян был настроен агрессивно и оскорбил Сукмана, сказав: «Короли сражаются здесь за свою империю, а что вы, торговец молоком, делаете здесь?» Сукман ответил ему коротко: « Завтра ты это увидишь.» Утром следующего дня  22 марта 1096 началась битва, длившаяся весь день. По словам Ибн аль-Адима, Сукман в ней проявил большое мужество и героизм. Рыдван и его союзники победили, Дукак и Яги-Сиян согласились признать суверенитет Рыдвана. Яги-Сиян велел прочесть в Антиохии хутбу на имя Рыдвана, однако Дукак не собирался выполнять договор, который объявил недействительным, вернувшись в Дамаск.
В  начале 1097 года Рыдван, бывший исмаилитом, публично признал превосходство Фатимидов (тоже шиитов). Он рассчитывал на их помощь в захвате Дамаска. Но жители Алеппо и военачальники во главе с Сукманом выразили твёрдый протест, что вынудило Рыдвана изменить хутбу на имя суннитского Аббасидского халифа Аль-Мустазхира.

### Осада Антиохии

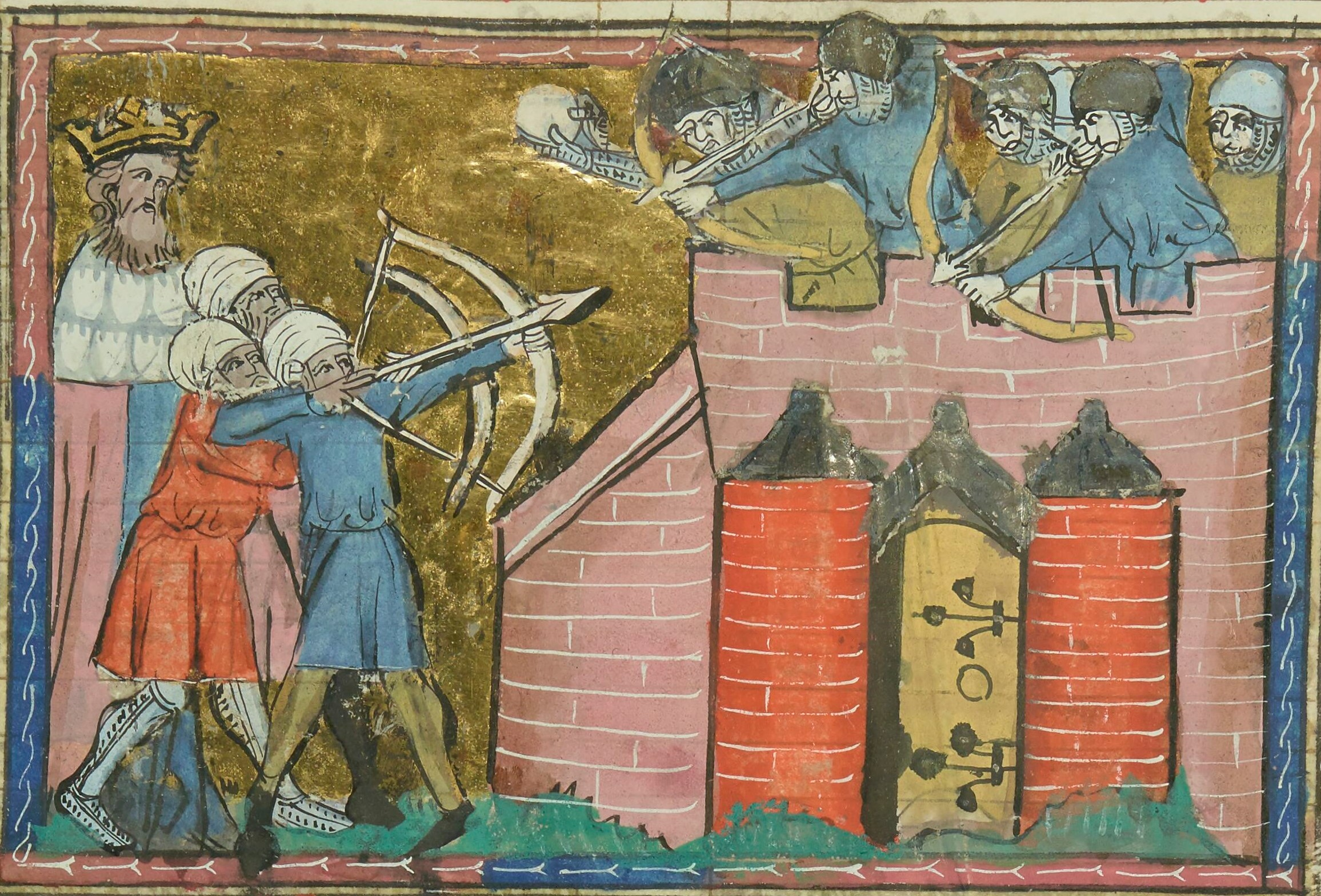
Кербога осаждает крестоносцев в Антиохии. BNF, Français 22495, f.50v

Вскоре начался Первый крестовый поход, и стало понятно, что Антиохия примет на себя один из первых ударов крестоносцев. Когда пришла эта новость, Яги-Сиян, выдавший свою дочь замуж за Рыдвана, Рыдван и Сукман были в набеге на район Шайзара. Обстоятельства подготовки к походу на Антиохию описываются историками по-разному. Согласно Г. Вату Яги-Сиян просил Рыдвана в помощи для защиты Антиохии, однако Ридван отказался и отправил Сукмана в Амид для сбора войска. Осада города началась  21 октября 1097 года, но только в  декабре 1097 года, когда Сукман с набранным в Амиде туркменским войском прибыл в Алеппо, Рыдван отправил его зятю на помощь. Согласно А. Севиму, в  конце июля 1097 года сирийские эмиры (Рыдван, Яги-Сиян, Сукман, Дукак и другие) начали переговоры с целью подготовки к защите Антиохии от крестоносцев. Во время этих переговоров Яги-Сиян просил всех «Отправиться к Антиохии и защитить её от крестоносцев». Сукман же предложил сначала поехать в Амид, чтобы набрать солдат и вернуться к Антиохии с этими силами. Однако предложение Сукмана было отвергнуто. Яги-Сиян обратился за помощью к Кербоге. Согласно А. Севиму, Сукман был рассержен тем, что его план не был одобрен другими эмирами, союзниками Рыдвана, и перешел к Дукаку.
Пока Кербога собирал войско, Антиохия пала из-за предательства. Когда Кербога подошёл к Антиохии, она уже была в руках крестоносцев, вырезавших и гарнизон, и население. Лишь в цитадели ещё оборонялся небольшой отряд туркмен. Кербога осадил город, и, уверенный в превосходстве своих сил, отказался от предложения крестоносцев сдать город. Но Дукак с Тугтекином покинули лагерь из-за нападения Фатимидов на Дамаск и вернулись на юг, хотя и пообещали освободить и прислать Иль-Гази. Их уход ослабил туркменскую армию.  3 июня 1098 года состоялась битва между осаждёнными крестоносцами и армией Кербоги, в которой мусульмане потерпели поражение. Ибн аль-Асир писал, что Сукман был последним из эмиров, бежавшим с поля боя. Крестоносцы преследовали туркменов до Харима. Вместе с Сукманом был его племянник Сулейман.

### Потеря Иерусалима
Фатимиды, используя сложившуюся обстановку, возобновили попытки захватить Палестину. В  июле 1098 года их армия была перед Иерусалимом. В городе находились Иль-Гази, Сукман, их двоюродный брат Савинг (Севинк), их племянник Якути и их семьи. Артукиды обороняли город в течение 40 дней, но они понимали, что помощи ждать не от кого. К тому же у туркменских солдат с местным населением возник конфликт, в результате которого солдаты отказались сражаться. Артукиды вступили в переговоры с командовавшим войском Фатимидов визирем Аль-Афдалем, который согласился предоставить им и их семьям беспрепятственный выход.  11 сентября 1098 года семья покинула Иерусалим. Они отправились в Дамаск, откуда Иль-Гази продолжил путь к сыну Меликшаха, Мухаммеду Тапару в Ирак, а остальные, в том числе и Сукман, осели в районе Эдессы. В Амиде и Сукман, и Якути имели прекрасные связи с туркменскими племенами, что помогло им закрепиться на территории. Артукиды покинули Палестину, где жило арабское население и в скором времени многие города были захвачены, а число правителей увеличилось, и переселились в район Евфрата, где жили к тому моменту туркменские племена и армяне, с которыми Артукиды нашли общий язык. Это переселение способствовало тому, что Артукиды стали самыми могущественными князьями в регионе.

### Попытка вернуть Сарудж
Сукман остался в Сирии. Сарудж, который Сукман дал в управление племяннику Балаку, занял Балдуин Булонский, использовав период, когда почти все Артукиды находились в осаждённом Фатимидами Иерусалиме.
В  июле 1100 года Балдуин доверил правление Эдессой своему племяннику Балдуину II, а сам сменил в качестве короля Иерусалимского своего умершего брата Готфрида Бульонского. Шесть месяцев спустя Сукман напал на Сарудж. Правитель города Фульк Шартрский и новый граф Эдессы Балдуин II оборонялись, но были побеждены, в  январе 1101 Сукману удалось захватить Сарудж. Фульк погиб, а христиане, которые опасались за свою жизнь, вместе с латинским епископом Бенедиктом отступили во внутренний замок и продолжили сопротивление. Сукман осадил внутреннюю крепость, но бежавший Балдуин отправился в Антиохию, откуда в  феврале 1101 года привёл к Саруджу новые силы, что вынудило Сукмана вступить в бой. Осаждённые вышли из внутренней крепости и напали на туркмен с другой стороны, в итоге Сукману пришлось отступить и оставить Сарудж в руках крестоносцев.
В  1101 году сельджукский вали Мосула эмир Кербога вместе с Имадеддином Зенги бен Аксунгур напал на Амид, находившийся в руках Иналогуллары. Эмир города Ибрагим бен Инал обратился за помощью к Сукману, который только отступил от Саруджа. Сукман пошел на помощь Ибрагиму со своим племянником Якути. Армия Артукидов потерпела поражение, в результате Сукман сбежал, а Якути был схвачен и заключен в замке в Мардине.

### Приобретение Хисн-Кейфа и Мардина
В  августе 1102 года Кербога умер. Аксонкор, отец Имадеддина Занги, бывший одним из военачальников Кербоги, получил контроль над городом, но не смог утвердиться из-за своей непопулярности. Влиятельные горожане призвали вали Хисн-Кейфа и вассала Кербоги Мусу. Когда Муса приблизился к Мосулу, Аксонкор, не ожидая подвоха, выехал ему навстречу. Туркмен не колебаясь убил Аксонкора и завладел Мосулом. После этого Джекермыш, вали Кербоги в Джазире, захватил Нусайбин, один из важнейших городов в районе Мосула, и осадил Мосул. Муса обратился к Сукману и предложил ему 10 000 динаров за помощь и Хисн-Кейф. Узнав о подходе войск Сукмана, Джекермыш ушёл от Мосула. Муса опасался впускать Сукмана с войском в Мосул, поэтому отправился навстречу для разговора. По пути он был убит, тогда Сукман, не оспаривая у Джекермыша Мосул, отправился в обещанный ему Хисн-Кейф и занял его, после коротких переговоров с командиром гарнизона. Это положило начало бейлику Артукидов с центром в Хисн-Кейфе. Сукман мог ввязаться в борьбу за Мосул, но он решил не делать этого, видимо, понимая, что на него есть много претендентов, включая Сельджукидов. Владеть Хисн-Кейфом, вблизи которого правили Артукиды Якути (к тому моменту захватившего Мардин) и Иль-Гази (примерно в 1101/2 году назначенный управлять Багдадом и находившийся там с Балаком), представлялось ему более надёжным. Брат Сукмана, Иль-Гази, был назначен Мухаммедом Тапаром в Багдад, но Баркиярук назначил туда Гюмюштегина аль-Кайсари. Иль-Гази послал сообщение Сукману и попросил помощи. Сукман отправился к брату в Багдад, по пути он захватил Тикрит и Рамлу. Он разорил все деревни к северу от Багдада, что привело к нехватке продовольствия в городе. Халиф Аль-Мустазхир Биллах отогнал Гюмюштегина из Багдада и Иль-Гази был возвращен на свой пост.
В  1103 году в борьбе за Рас-аль-Айн с Джекермышем Якути погиб, после чего его бабка призвала Сукмана, своего сына, отомстить за племянника. Сукман захватил Рас-аль-Айн и осадил город Джекермыша, Нусайбин. Джекермышу удалось уговорить Сукмана отказаться от мести за крупный выкуп. Место Якути в Мардине занимал брат Якути, Али, который решил поступить на службу к Джекермышу, а в Мардине оставил управителя. Сукман приехал в Мардин и принял у управителя город, чтобы не допустить перехода города под власть Джекермыша. Таким образом, Сукман получил контроль над двумя крупными центрами региона Амид (Диярбакыр), Хисн-Кейфой и Мардином, выгодно расположенными с военной и торговой точек зрения.
Когда Али, брат Якути, заявил о своих правах, Сукман отправил его в Чапакчур, небольшой городок на границе между Диярбакыром и Арменией.

### Битва при Харране

Схема битвы при Харране

В течение двух лет Сукман стал самым могущественным правителем в Амиде, что привело его к конфликту с соседями. Однако вскоре ему и Джекермышу пришлось заключить союз против их общего врага, графа Эдессы. Восточная часть графства Эдесса постоянно подвергалась нападениям Сукмана и его племянника Балака. После изгнания из Саруджа вместе с Сукманом, Балак завоевал Хартперт, откуда и совершал свои набеги. Балдуин решил захватить Харран, чтобы контролировать пути из Сирии в Ирак. Балдуин, Боэмунд и Танкред из Антиохии и Жослена де Куртенэ из Тель-Башира также приняли участие в осаде Харрана. В ходе осады между Боэмундом и Балдуином возник спор о том, кто будет править Харраном после его захвата. По этой причине осада затянулась. Это дало Сукману и Джекермышу время, чтобы объединиться и собрать войско, оценивавшееся христианскими источниками в 30 000 всадников, в то время как Ибн аль-Асир называл 10 000 собравшихся в Хабуре: 7000 всадников Сукмана, 3000 — Джекермыша, и неопределенное количество неподготовленных туркмен, курдов и арабов. Из Хабура мусульманская армия двинулась на запад в Харран через Рас-эль-Айн.  7 мая 1104 года на берегах реки Балых, текущей от Харрана к Евфрату, проиошла битва, называемая битва при Харране.
Мусульмане использовали проверенную тактику: всадники Сукмана атаковали, забросав войска Эдессы стрелами, а затем имитировали бегство, чем заманили христиан преследовать себя. В погоне рыцари отдалились друг от друга и мусульмане смогли по отдельности перебить их. Ждавшие в засаде за холмом войска Боэмунда и Танкреда оказались бесполезны и сбежали в Антиохию. Сукман и Джекермыш захватили лагерь франков, Артукиды поймали Балдуина и Жослена I, пытавшихся вдоль реки добраться до Эдессы. В отсутствие в лагере Сукмана, преследовавшего бежавших крестоносцев, Джекермыш вошёл в шатер Сукмана и похитил ценных пленников. Напрасно Сукман просил вернуть пленников после своего возвращения. Конфликт был предотвращен только благодаря усилиям Сукмана, сказавшего: «Пусть радость от этой победы не превратится в печаль из-за спора между нами». Балдуин был увезён в Мосул к Джекермишу, а Жослен в Хисн-Кейфу к Сукману.
Полученную добычу Сукман раздал своим воинам, а затем, переодев своих солдат в одежды крестоносцев, завладел некоторыми из замков в районе Шабахтан (Джейхан), в южной части Амида. Джекермыш занял Харран после ухода Сукмана и безуспешно пытался штурмовать Эдессу.

### Смерть
В том же  1104 году Сукман одержал ещё одну победу над христианами. В Рас-эль-Айне он узнал об отряде крестоносцев, направившихся к Ракке из Эдессы . Вместе с губернатором Рас-аль-Айна Селимом ибн Бадром Укайлидом они уничтожили франкских рыцарей. В начале боя Селим погиб (Сибт ибн-аль-Джаузи писал о пленении Селима), и после победы Сукман вступил также во владение Рас-аль-Айном.
Успехи Сукмана с сражениях с франками принесли ему известность и в  1104 году эмир Триполи Фахрюлмюлк Ибн Аммар призвал Сукмана против Раймунда де Сен-Жиль. По дороге в Сирию до Сукмана дошла просьба о помощи от эмира Тугтекина из Дамаска, который болел и, считая себя при смерти, опасался, что город останется без защиты перед угрозой нападения крестоносцев. Сукман решил, что защита Дамаска более важна для исламского мира, и решил направился туда. Тем временем, окружение Тугтегина узнало о его завещании и приближении Сукмана. Они не хотели передавать ему Дамаск, сказали Туктегину, что его решение было неверным, и приняли меры предосторожности, чтобы не пустить Сукмана в город. В дороге Сукман заболел, вероятно, дифтерией (хотя Ибн Халликан называл болезнь горла), отказался возвращаться в Хисн-Кейф и скончался  23 октября 1104 года в Эль-Карьятейне. Тело его было доставлен в Хисн-Кейф и там захоронено.
С его смертью бейлик был разделен на два. Наследовал ему в Хисн-Кейфе и Мардине его сын Ибрагим, однако вскоре брат Сукмана, Иль-Гази, воспользовавшись старой тюркской традицией наследования, предъявил права на Мардин. Ибрагим не уступил, в борьбе за право наследовать Сукману Ибрагим погиб, Иль-Гази занял Мардин, а в Хисн-Кейфе на смену Ибрагиму пришёл второй сын Сукмана, Дауд. С этого времени два бейлика Артукидов существовали независимо.

## Личность
А. Севим назвал Сукмана умным, одарённым, дальновидным и набожным. Сукман, как и его отец Артук, был умелым военачальником. Военные таланты Сукмана восхищали Ибн аль-Асира.
Сукман был первым, кому удалось остановить движение крестоносцев на восток. Победа на реке Белых сделала имя Сукмана знаменитым в исламском мире и положила конец легенде о непобедимости крестоносцев. Прямым следствием победы стало усиление атак Рыдвана на Антиохию. Плен Балдуина и Жослена повлиял на баланс сил между государствами крестоносцев. Сукман основал бейлик Артукидов, позднее давший начало двум с центрами в Хисн-Кейфе и Мардине. Ибн Халликан в биографии халифа аль-Мустали выражал сожаление, что аль-Афдаль не оставил Сукмана на посту вали Иерусалима, потому что тогда город не попал бы так легко в руки франков.